# سريان الفوضى
سريان الفوضى (بالإنجليزية: Chaos Walking)‏،فيلم خيال علمي أمريكي من إخراج دوج ليمان ومن إنتاج روبرت زيميكس ، أليسون شيرمور، دوغ دافيسون، جاك رابكي وإروين ستوف، وتأليف تشارلي كوفمان، جيمي ليندن، نيس، ليندسي بير، غاري سبينيللي وجون لي هانكوك .

## ملخص الفيلم
في (برنتستون)، يُدفَع (تود) للاعتقاد بأن مؤسسة (سباكل) أطلقت جرثومة قتلت كل النساء وأفشت ضجيج غير محدود بين الرجال.. بعد اكتشافه بقعة صامتة بعيدة عن الضجيج في المستنقع، ينصحه والداه البديلان بأن يهرب بصحبة خارطة العالم الجديد، رسالة، وأسئلة عديدة بلا جواب. لكنه يتوصل لأن مصدر الصمت فتاة تٌدعى (فيولا)، ويصبح لزامًا عليهما الإسراع لتحذير سفينة مستوطنين - على وشك القدوم - من إعدادات العمدة لجيشه عزمًا على القيام بحرب.

## طاقم العمل
- توم هولاند بدور (تود هيويت)
- ديزي ريدلي بدور (فيولا إيد)
- مادس ميكلسن بدور (ديفيد برينتس)
- ديميان بيشير بدور (بن موور)
- كورت سوتر بدور (كيليان بويد)
- نيك جوناس بدور (ديفيد)
- ديفيد أويلو بدور (ارون)
- سينثيا إيريفو بدور (هيلدي)
- أوسكار خاينادا بدور (ويلف)

## روابط خارجية
- سريان الفوضى على موقع IMDb (الإنجليزية)
- سريان الفوضى على موقع ميتاكريتيك (الإنجليزية)
- سريان الفوضى على موقع روتن توميتوز (الإنجليزية)
- سريان الفوضى على موقع ألو سيني (الفرنسية)
- سريان الفوضى على موقع Turner Classic Movies (الإنجليزية)
- سريان الفوضى على موقع أول موفي (الإنجليزية)
- سريان الفوضى على موقع بوكس أوفيس موجو (الإنجليزية)
- سريان الفوضى على موقع فيلمافينيتي (الإسبانية)
- سريان الفوضى على موقع قاعدة بيانات الأفلام السويدية (السويدية)
- سريان الفوضى على موقع قاعدة بيانات الفيلم (الإنجليزية)